# Maria José a Santo Tomas
Maria José a Santo Tomas OP (także Amaro José de Santo Thomaz, Amaro José de São Tomás) (ur. 15 stycznia 1745 lub 1747 w Ponte da Barca, zm. 18 lipca 1801 w Tete) – portugalski duchowny rzymskokatolicki, dominikanin, prałat terytorialny Mozambiku.

## Biografia
W wieku 23 lat, prawdopodobnie mając już święcenia kapłańskie, wyruszył na misje do Indii. Tam m.in. wykładał teologię i filozofię w Kolegium Dominikańskim św. Tomasza z Akwinu w Goa.
19 kwietnia 1780 mianowany został administratorem apostolskim Mozambiku. Gdy papież Pius VI utworzył prałaturę terytorialną Mozambiku, królowa Portugalii Maria I przedstawiła kandydaturę o. Santo Tomasa na jej pierwszego ordynariusza, co papież zatwierdził 18 lipca 1783, mianując go prałatem terytorialnym Mozambiku oraz biskupem in partibus infidelium pentacomijskim. Dwa lata później o. Santo Tomas udał się do Goa, gdzie 28 października 1785 przyjął sakrę biskupią z rąk arcybiskupa Goa Emmanuela Felixa Soaresa OCD. Do Mozambiku powrócił w lutym 1786.
Santo Tomas był pierwszym biskupem rezydującym w Mozambiku. Dotychczas tutejszy Kościół miał własnych administratorów, mianowanych przez arcybiskupów Goa w Indiach, którym także podlegał we wszystkich aspektach wymagających święceń biskupich. Kuria w Goa prowadziła także rekrutację misjonarzy dla Mozambiku. Ustanowienie biskupa-rezydenta w dużym stopniu usamodzielniło mozambicki Kościół od Goa.
Podczas swojego pontyfikatu Santo Tomas starał się poprawić warunki misji i zalecił naukę katechizmu w lokalnych językach. W kwestiach społecznych-politycznych sprzeciwiał się niewolnictwu i handlowi ludźmi w regionie, interweniując w tej sprawie u królowej Marii I i grożąc ekskomuniką osobom zajmującym się tym procederem oraz czuwał nad poszanowaniem praw jurysdykcyjnych hierarchii kościelnej przez urzędników cywilnych. Problemem dla jego misji były niestabilna władza portugalskich władz, duże niedobory duchownych, gdyż mimo starań podejmowanych w Portugalii i w Goa, nie było chętnych ze względu na trudne warunki pracy w Mozambiku oraz rozproszenie punktów misyjnych.
Prałatem terytorialnym Mozambiku był do śmierci. Zmarł 18 lipca 1801 w Tete, podczas objazdu podległych mu parafii i w tamtejszym kościele został pochowany.